# Grüße vom Rennsteig
Grüße vom Rennsteig war eine Volksmusik-Sendung des Fernsehens der DDR, welche am 3. Juli 1979 auf DDR 1 erstausgestrahlt wurde.

## Produktionsstab (komplett)
- Kamera: Rainer Hofmann, Bernd Klockiewicz, Wolfgang Lücke, Axel Leist, Klemens Peisker
- Technik: Karl-Heinz Swiercz
- Bildschnitt: Renate Busse
- Ton: Wolfgang Breite
- Tonregie: Günther Czech
- Beschallung: Jürgen Förster
- Beleuchtung: Karl-Heinz Folge
- Bühnentechnik: Kurt Gawer
- Bauleitung: Achim Hempel
- Requisite: Eberhard Schläger
- Kostüm: Doris Seyfert
- Maske: Hanna Hübner
- Szenenbild: Uta Bauschke
- Produktionsleitung: Eckhard Haase
- Aufnahmeleitung: Margund von Thile
- Regieassistenz: Margerit Scholz
- Musikredaktion: Siegfried Jordan
- Manuskript und Redaktion: Heinz Quermann
- Regie: Fritz Rudolf Thiem[2]

## Inhalt
„Grüße vom Rennsteig“ übermitteln mit volkstümlichen Weisen Herbert Roth mit seiner Instrumentalgruppe und Waltraut Schulz. Als Gäste sind dabei: Reinhard Mirmseker und die Scherbelberger Musikanten unter der Leitung von Christoph Reichelt.

## Gespielte Titel
1. Intro: So klingt’s in den Bergen (Instrumental)
2. Grüße vom Rennsteig (Herbert Roth und Waltraut Schulz)
3. Medley: Maiglöckchen-Polka / Zu den Birken am Bach / Wenn der Frühling in die Berge zieht / Frühlingszeit (Herbert Roth und Waltraut Schulz)
4. Gleich am Berg (Herbert Roth und Waltraut Schulz)
5. Auf Schusters Rappen (Instrumental)
6. Singender, klingender Thüringer Wald (Herbert Roth und Waltraut Schulz)
7. Der alte Schmückewirt (Herbert Roth und Waltraut Schulz)
8. Suhler Schützenmarsch (Scherbelberger Musikanten / Instrumental)
9. Thüringer Volksmusikanten (Scherbelberger Musikanten / Instrumental)
10. Im Thüringer Land (Herbert Roth und Waltraut Schulz)
11. Jodeln im Schnee (Herbert Roth und Waltraut Schulz)
12. Der schöne Wandertag (Herbert Roth und Waltraut Schulz)
13. So klingt’s in den Bergen (Herbert Roth und Waltraut Schulz)
14. Outro: Rennsteig-Lied (Herbert Roth und Waltraut Schulz)

Zu den Titeln gibt es Darstellungen von Thüringer Handwerkskunst sowie Bildimpressionen vom Rennsteig und dem Thüringer Wald. Zwischen den Titeln spricht Moderator Reinhard Mirmseker über und mit Herbert Roth zu Schallplatten-Veröffentlichungen, Verdiensten und Tourneen. Darüber hinaus stellt Herbert Roth die Mitglieder seiner Instrumentalgruppe namentlich vor.

## Sonstiges
Die Sendung wurde damals Live vor großem Publikum im Haus der heiteren Muse in Leipzig aufgezeichnet. Im Publikum ist auch Edelgard Roth, die Ehefrau von Herbert Roth zu erkennen. Bei den vorgetragenen Titeln der Scherbelberger Musikanten handelt es sich um Kompositionen von Herbert Roth.